# Castello Iulia Hasdeu

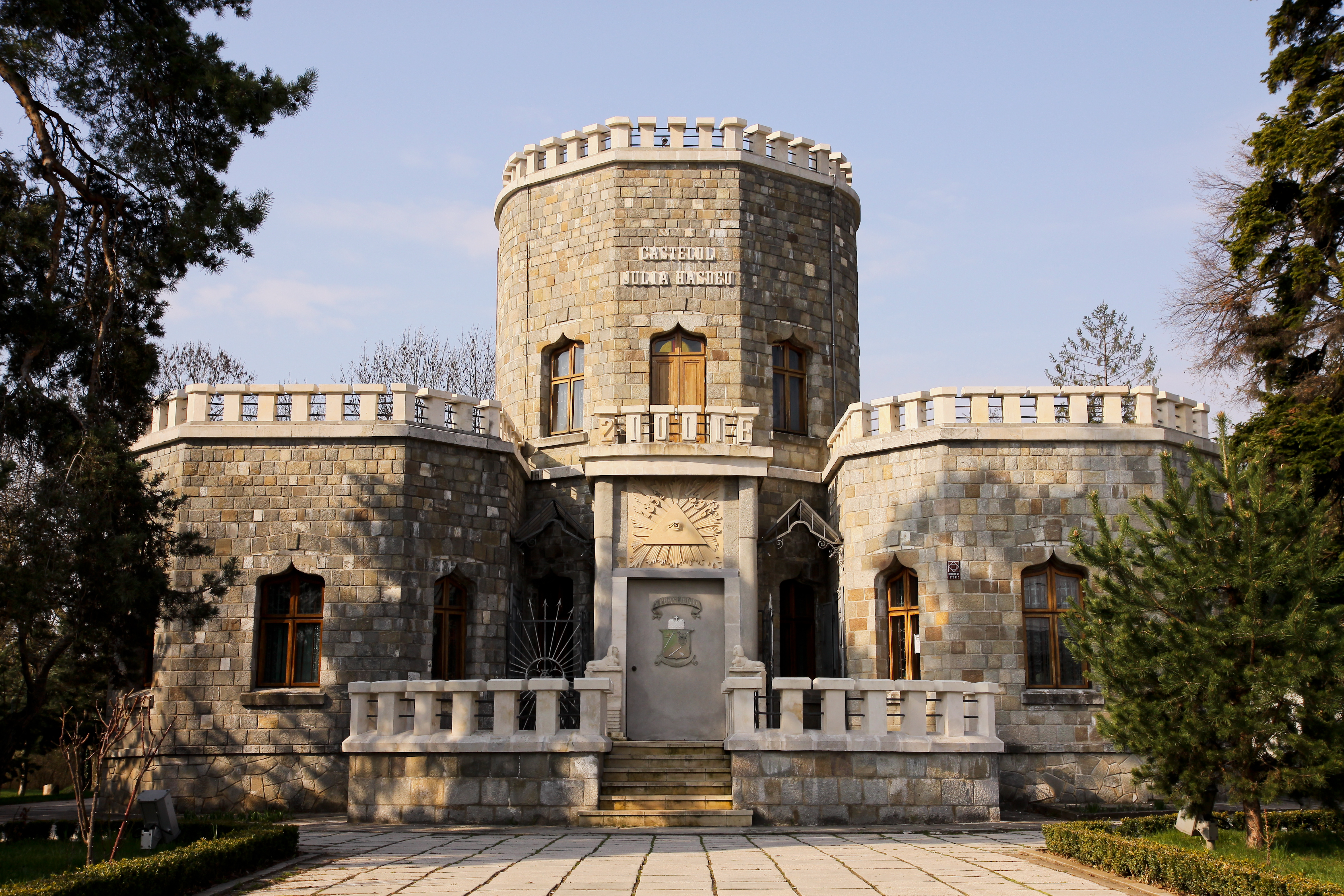
Il castello Iulia Hasdeu a Câmpina

Il castello Iulia Hasdeu è un capriccio architettonico costruito sotto forma di un piccolo castello dallo storico e politico Bogdan Petriceicu Hasdeu, nella città di Câmpina, in Romania in memoria della figlia, Iulia Hasdeu. 

## Storia
Il lavoro è iniziato nel 1893, dopo che la figlia di Hasdeu, Iulia Hasdeu, morì all'età di 18 anni, un evento che scosse in modo drammatico e cambiò la vita di Hasdeu. Il padre ha sostenuto che sua figlia gli abbia fornito i piani per costruire il castello durante sessioni di spiritismo. L'edificio fu completato nel 1896.
Il castello, che richiedeva ristrutturazioni anche quando Hasdeu era in vita, subì dei danni durante la prima guerra mondiale e nel 1924 l'Ateneo popolare di Câmpina "B.P.Hasdeu" cercò di restaurarlo. Il castello è stato nuovamente colpito nella seconda guerra mondiale e ha mantenuto il suo stato fino al 1955, quando è stato inserito nell'elenco dei monumenti storici.
Dal 1994 il castello Iulia Hasdeu ospita il museo memoriale B.P.Hasdeu, che mette in mostra mobili, oggetti personali della famiglia Hasdeu, foto e documenti originali, manoscritti, recensioni di Hasdeu, molti quadri realizzati da Nicolae Grigorescu e Sava Henţia.

## Le sale del castello
- Sala 1 - la sala ricevimenti della moglie dello scrittore, Iulia Faliciu con il suo busto di marmo;
- Sala 2- il soggiorno con alle pareti medaglioni dipinti con ritratti di famiglia;
- Sala 3 - il tempio del castello, la torre più alta, che ha un pronao con specchi paralleli e un altare. Nel mezzo della torre, dove si arriva salendo dei gradini in metallo, c'è una statua di Gesù, scolpito da Raphael Casciani, rimasta intatta nonostante le guerre ed i terremoti. In questa stanza si possono vedere anche le tre sale, la sala azzurra, quella rossa e la verde, date dai colori delle vetrate.
- Sala 4 - contiene la scrivania di Bogdan Petriceicu Hasdeu con i ritratti dello scienziato, della moglie e della figlia Iulia.
- Sala 5 - la camera dedicata a Iulia Hasdeu, dove si trova la sua bambola, il busto di Iulia realizzato da Ioan Georgescu in marmo di Carrara nel 1890, il suo diario e il libro di matematica.
- Sala 6 - la camera oscura, dove si tenevano le sedute di spiritismo, contenente una colomba di pietra, un telescopio rifrattore, un candelabro e una statua di Gesù.